# Tatiana Tarásova
Tatiana Anatólievna Tarásova (en ruso: Татья́на Анато́льевна Тара́сова ( escuchar), nacida el 13 de febrero de 1947) es una exentrenadora de patinaje artístico rusa y consejera del equipo nacional de patinaje artístico de Rusia. Es la única entrenadora que ha tenido más estudiantes ganadores de olímpicos y campeonatos mundiales. Sus estudiantes ganaron 8 medallas olímpicas de oro y 41 medallas en total de campeonatos europeo y mundial.

## Vida personal
Es hija de Anatoli Tarásov, entrenador de hockey sobre hielo; Tarásova comenzó a patinar a la edad de cinco años. Vivió más de una década en Simsbury, Connecticut antes de regresar a Rusia en 2006.

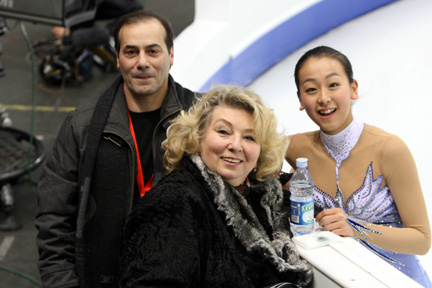
Tarásova con el entrenador Rafael Arutiunián y la patinadora Mao Asada.

## Carrera
Compitió en la categoría de patinaje en parejas con Aleksandr Tijomírov y Gueorgui Proskurin. Con el segundo fue dos veces medallista nacional soviética. Finalizó en séptimo lugar en el Campeonato del Mundo de 1965 y cuarto lugar en el Campeonato Europeo de 1966. A los 18 años sufrió una lesión que la dejó fuera del patinaje competitivo.
| Internacional                    | Internacional | Internacional | Internacional |
| Evento                           | 1963–64       | 1964–65       | 1965–66       |
| -------------------------------- | ------------- | ------------- | ------------- |
| Campeonato del Mundo             |               | 7.º           |               |
| Campeonato Europeo               |               | 6.º           | 4.º           |
| Universiada de invierno          |               |               | 1.º           |
| Prague Skate                     |               | 3.º           |               |
| Nacional                         |               |               |               |
| Campeonato Soviético de patinaje | 3.º           | 2.º           |               |

### Como entrenadora
Comenzó a ser entrenadora a la edad de 19 años, por insistencia de su padre. En los años 1980 la entrenadora lanzó el show Russian All-Stars. Entrenó por 10 años en Estados Unidos antes de anunciar su retiro como entrenadora en 2006.
Algunos de sus estudiantes han sido:
- Mao Asada. Fue entrenada de 2008 hasta el 2010, donde Asada ganó el título mundial y la medalla de plata en los Juegos Olímpicos, ambos en 2010.[6]

- Shizuka Arakawa. Ganadora del Campeonato del Mundo de 2004. Campeona olímpica de los Olímpicos de Torino 2006.

- Shae-Lynn Bourne y Victor Kraatz. Ganadores del Campeonato del Mundo de 2003 en la modalidad de danza sobre hielo.

- Yekaterina Gordéyeva y Serguéi Grinkov. Cuatro veces ganadores del Campeonato del Mundo y medallistas olímpicos de oro entre 1988 y 1994.

- Irina Rodniná y Aleksandr Záitsev. Ganadores de 6 Campeonatos del Mundo y dos medallas olímpicas de oro entre 1976 y 1980.
- Alekséi Yagudin. Maestro de Deportes de Rusia. Campeón olímpico absoluto en los Juegos Olímpicos de Salt Lake City en 2002, campeón del mundo en cuatro ocasiones (1998, 1999, 2000 y 2002), campeón de Europa en tres ocasiones (1998, 1999, 2002), dos veces ganador de la final del Gran Premio de patinaje, fue también doble campeón del mundo del torneo profesional de Patinaje. Considerado uno de los más grandes patinadores en la historia.
- Eteri Tutberidze. Prolífica entrenadora rusa y ex patinadora de patinaje sobre hielo. Durante el año 2020 nombrada por la Unión Internacional de Patinaje sobre Hielo; la mejor entrenadora de Patinaje artístico del mundo.

### Reconocimientos
Fue premiada con la Orden de la Amistad de los Pueblos en 1984. En marzo de 2008 fue incluida en el salón de la fama de patinaje artístico sobre hielo. Recibió la Orden al Mérito por la Patria en 1998.

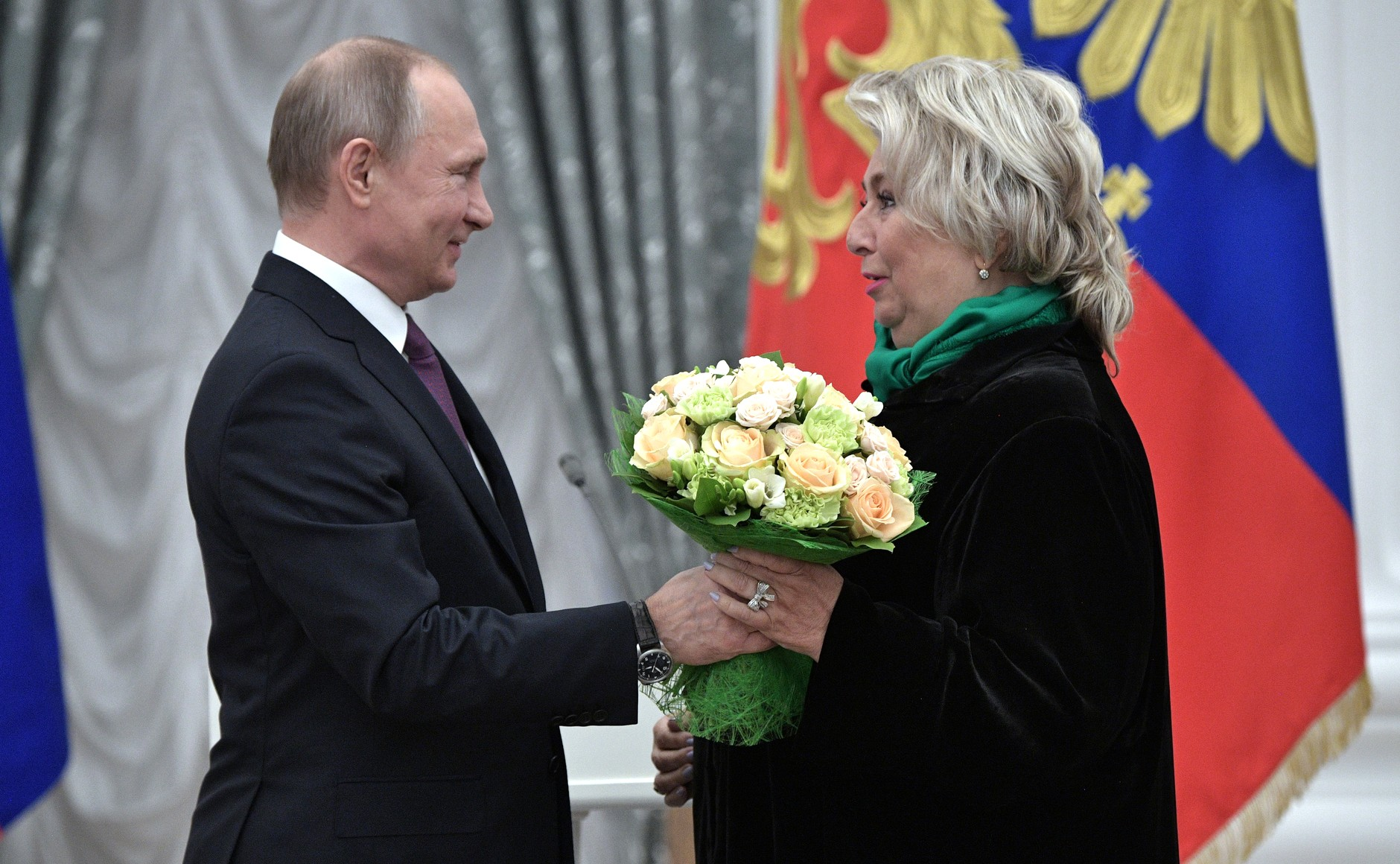
Tarásova y el presidente ruso Vladímir Putin en una ceremonia de premiación.